# بطولة ألمانيا المفتوحة
بطولة ألمانيا المفتوحة, يشار إليها الآن ببطولة ألمانيا تيلكوم قطر المفتوحة، هي بطولة لرابطة محترفات التنس في برلين، ألمانيا. وتعقد منذ 1896, وهي واحدة من أقدم البطولات الموجودة للسيدات التي لا تزال تلعب. ويتم تصنيفها على انها تير الأولى.